# Mario da Calascio
Mario da Calascio (Calascio, 1550 – Roma, 24 gennaio 1620) è stato un francescano e linguista italiano.

## Biografia
Nato a Calascio ed ospite del convento di Santa Maria delle Grazie, fu un dotto orientalista ed ebraista. Si trasferì presso la Basilica di Santa Maria in Aracoeli a Roma dove fu nominato da papa Paolo V, del quale era confessore, maestro generale della lingua santa ed incaricato dell'insegnamento dell'ebraico..
Mario da Calascio è noto per il Concordantiae sacrorum Bibliorum hebraicorum, al quale lavorò per quarant'anni e pubblicato in quattro volumi due anni dopo la sua morte nel 1622: un lavoro basato sulla concordanza biblica ebraica Meïr Netib di Isaac Nathan ben Kalonymus (Venezia, 1523).

## Opere
- (LA) Mario da Calascio, Verbum Dei: Canones generales linguae sanctae hebraicae, Romae, Steph. Paulinus, 1616. URL consultato il 6 giugno 2019.
- (LA) Mario da Calascio, Dictionarium hebraicum, Romae, Excudebat Stephanus Paulinus, 1617. URL consultato il 6 giugno 2019.
- (LA) Mario da Calascio, Concordantiae Sacrorum Bibliorum Hebraicorum, a cura di Luca Wadding, vol. 1, Romae, Steph. Paulinus, 1621. URL consultato il 6 giugno 2019.
- (LA) Mario da Calascio, Concordantiae Sacrorum Bibliorum Hebraicorum, a cura di Luca Wadding, vol. 2, Romae, Steph. Paulinus, 1621. URL consultato il 6 giugno 2019.
- (LA) Mario da Calascio, Concordantiae Sacrorum Bibliorum Hebraicorum, a cura di Luca Wadding, vol. 3, Romae, Steph. Paulinus, 1621. URL consultato il 6 giugno 2019.
- (LA) Mario da Calascio, Concordantiae Sacrorum Bibliorum Hebraicorum, a cura di Luca Wadding, vol. 4, Romae, Steph. Paulinus, 1622. URL consultato il 6 giugno 2019.